# Charles Cyroulnik
Charles Cyroulnik (* 1. März 1923 in Paris; † 10. März 2003 ebenda) war ein französischer Geiger.

## Leben
Charles Cyroulnik studierte am Pariser Konservatorium bei Jules Boucherit und Marcel Chailley und schloss die Ausbildung 1939 mit einem Ersten Preis ab. Der Ausbruch des Zweiten Weltkrieges verhinderte zunächst den Beginn seiner Konzertlaufbahn; sein Bruder Emile wurde 1942 deportiert und im KZ Auschwitz ermordet. Nach dem Krieg unternahm Charles Konzertreisen durch Frankreich, Spanien, Belgien, die Schweiz, Tunesien, Marokko und Mexiko. Bei den Concerts Lamoureux spielte er 1946 Georges Dandelots Violinkonzert, und in der Salle Gaveau spielte er 1947 Werke von Jean-Marie Leclair, Johann Sebastian Bach, Robert Schumann, Camille Saint-Saëns, Isaac Albéniz und Manuel de Falla.
1957 spielte er bei Radiodiffusion-Télévision Française mit Bernard Cottret, Jean-Pierre Rampal, Micheline Collot, Serge Collot, Louis Ingigliardi und Hélène Salomé beim „Festival Martini – Schwarzendorf“ unveröffentlichte Werke von Jean-Paul-Égide Martini ein, die Carl de Nys wiederentdeckt hatte. Seit 1945 trat er zudem regelmäßig bei den Pariser Konzerten der Jeunesses Musicales de France auf und lernte dort den Komponisten Jean Barraqué kennen, mit dem ihn eine Freundschaft bis zu dessen Tod 1973 verband. Eine Muskelerkrankung beendete 1962 seine Laufbahn als Geiger.
1949 wurden seine Zwillinge Philippe und Alain geboren. Philippe Cyroulnik wurde als Kunstkritiker bekannt, Alain Cyroulnik wurde Erzieher und wirkte in zwei Filmen Romain Goupils mit. Zu den Schülern Cyroulniks zählt u. a. die Geigerin Nell Gotkovsky.

## Quelle
- Denis Havard de la Montagne: Charles Cyroulnik auf der Website Musica et Memoria